# Radu Selejan
Radu Selejan (n. 5 octombrie 1935, Brad, județul Hunedoara – d. 7 iunie 2000, Sibiu) a fost un scriitor, poet și ziarist sibian. A colaborat la ziarul Tribuna din Sibiu.

## Biografie
Fiul meseriașului Teodor Selejan și al Victoriei (n. Radovici). Școala elementară la Arad și Brad, studii liceale în cadrul Liceului Ortodox „Avram Iancu" din Brad (1947-1948) și al Școlii Tehnice Miniere din Brad (1949-l953).
Absolvent al Institutului de Mine din Petroșani (1956-1961) între 1953 și 1956 a lucrat ca tehnician minier, iar intre 1961 si 1967, ca inginer minier la Săcărâmb, Voislova, Ruschita, Leșu Ursului. . Între 1969-2000 a desfășurat o prodigioasă activitate de publicist la Petroșani, Sfântul Gheorghe (1970-1978) și Sibiu (1978-2000). A debutat cu poezie în 1958, în revista Tribuna din Cluj-Napoca. A fost membru al Uniunii Scriitorilor din România din anul 1969, iar în 1973 a fost premiat de Uniunea Scriitorilor - filiala Brașov. În ultimii cinci ani de viață a fost profesor asociat la secția de jurnalism a Facultății de Litere, Istorie și Jurnalistică a Universității “Lucian Blaga” din Sibiu.
S-a căsătorit în Deva, dar nu după mult timp divorțează și pleacă la Sibiu lăsând în urma sa o fetiță, Speranța, unde se recăsătorește.
Radu Selejan este un scriitor total, a scris poezie, proza, teatru, scenarii de film, cantate; cateva poeme au fost transpuse pe note muzicale, devenind cântece în interpretarea lui Florian Pittiș  și Nicu Alifantis, pe un disc apărut in anul 1975. Activitatea literară a fost dublată în permanență de cea gazetărească, fiind un talentat și prodigios publicist. Ca ziarist la Tribuna din Sibiu din 1978, Radu Selejan a trecut prin filtrul sensibilității și lucidității sale toate problemele importante ale urbei și județului. Cronica vieții sociale și politice, inclusiv problemele legate de învățământul sibian, acolo o găsim, în miile de articole scrise de editorialistul și reporterul Radu Selejan.
Postblagian în poezie, Radu Selejan e un prozator al mediilor minerești.

## In memoriam
Un concurs de creație literară și articole de presă și o școală din Sibiu (Școala generală Cls. I-VIII, Str. Șoimului, Nr. 13, Sibiu) poartă numele său. În casa unde a locuit (str. Moldovei nr. 8, Sibiu) s-a deschis un Centru de cultură.

## Opera
La volumele publicate în timpul vieții se adaugă altele, postume, prin grija Centrului de Cultură Radu Selejan, patronat cu grijă și recunoștință față de scriitor, de soția acestuia, doamna Prof. univ. dr. Ana Selejan.

### Poeme
- Corturile neliniștei (volum de debut - 1968)
- Cântece și descântece de piatră (1972)
- Târziul clipei (1973)
- Fără puncte cardinale (1995)
- Lupta cu îngerul (1996)

### Proză
- Cercul adevărului (1975)
- Bariera pentru cocori (1978)
- Roata fără sfârșit (1984)
- Eliberarea lui Bularda (1974)
- Patimile rădăcinilor (1976)
- Avesalon cel bătrân (1983)

### Reportaje
- Transparenta sub-pământului (1972)
- Țara curcubeului de piatră (1973)
- Aurul lui Bruda (1977)
- Cetăți subpământene (1979)
- Gânduri pentru lauda pământului (1982)